# Liste des lauréats des Prix du Gouverneur général en arts visuels et en arts médiatiques
Pour les articles homonymes, voir Prix du Gouverneur général.
Voici la liste des lauréats des prix du Gouverneur général en arts visuels et en arts médiatiques.
Les prix ont été créés conjointement en 1999 par le Conseil des arts du Canada et Roméo LeBlanc, gouverneur général du Canada. 
Jusqu’à 8 prix sont décernés chaque année :
- jusqu’à 6 prix de 25 000 $ chacun sont remis pour des réalisations artistiques remarquables en arts visuels (y compris l’architecture) ou en arts médiatiques;
- 1 prix de 25 000 $ est attribué en tant que prix Saidye‑Bronfman d’excellence en métiers d’art;
- 1 prix de 25 000 $ est accordé à un individu ou à un groupe qui a fait une contribution exceptionnelle aux arts visuels (y compris l’architecture), aux arts médiatiques ou aux métiers d’art à titre de bénévole ou de professionnel, par le truchement d’actes philanthropiques, de sa participation aux travaux d’un conseil d’administration ou à des activités de rayonnement communautaire, ou encore comme directeur d’un organisme, commissaire/conservateur, directeur de la programmation, éducateur, critique ou marchand/distributeur[1],[2].

## Lauréats
| Année | Nom                          | Discipline                                                                                |
| ----- | ---------------------------- | ----------------------------------------------------------------------------------------- |
| 2000  | Jocelyne Alloucherie         | sculpture                                                                                 |
|       | Ghitta Caiserman-Roth        | peinture                                                                                  |
|       | John Chalke                  | métiers d'art                                                                             |
|       | Jacques Giraldeau            | cinéma                                                                                    |
|       | John Scott                   | peinture                                                                                  |
|       | Michael Snow                 | cinéma                                                                                    |
|       | Doris Shadbolt               | bénévolat                                                                                 |
| 2001  | Douglas Cardinal             | architecte                                                                                |
|       | Tom Dean                     | arts visuels                                                                              |
|       | Liz Magor                    | arts visuels                                                                              |
|       | Alanis Obomsawin             | cinéaste                                                                                  |
|       | Joan Chalmers                | philanthrope                                                                              |
|       | Russell Goodman              | artiste des métiers d'art - vitrailliste                                                  |
|       | Jamelie Hassan,              | arts visuels                                                                              |
| 2002  | AA Bronson                   | arts visuels                                                                              |
|       | Charles Gagnon               | arts visuels                                                                              |
|       | Edward Poitras               | arts visuels                                                                              |
|       | David Rokeby                 | artiste en art médiatique                                                                 |
|       | Barbara Steinman             | arts visuels                                                                              |
|       | Irene Whittome               | arts visuels                                                                              |
|       | Ydessa Hendeles              |                                                                                           |
| 2003  | Robert Archambeau            | Céramiste                                                                                 |
|       | Alex Colville                | peintre                                                                                   |
|       | Gathie Falk                  | arts visuels                                                                              |
|       | Betty Goodwin                | arts visuels                                                                              |
|       | Walter Harris (en)           | sculpteur                                                                                 |
|       | Takao Tanabe                 | peintre                                                                                   |
|       | Suzanne Rivard LeMoyne       |                                                                                           |
| 2004  | Iain Baxter                  | arts visuels                                                                              |
|       | Eric Cameron                 | peinture                                                                                  |
|       | Tom Hill                     |                                                                                           |
|       | Istvan Kantor                | artiste en art médiatique                                                                 |
|       | Garry Neill Kennedy          | peinture                                                                                  |
|       | John Oswald                  | artiste en art médiatique                                                                 |
|       | Ian Wallace                  | peinture                                                                                  |
| 2005  | Carl Beam                    | artiste                                                                                   |
|       | Lynne Cohen                  | photographe                                                                               |
|       | Roland Poulin                | sculpteur                                                                                 |
|       | Lisa Steele                  | vidéaste                                                                                  |
|       | Kim Tomczak                  | vidéaste                                                                                  |
|       | Françoise Sullivan           | peintre, sculptrice et danseuse                                                           |
|       | Paul Wong                    | vidéaste                                                                                  |
|       | Claude Gosselin              | conservateur                                                                              |
| 2006  | Micheline Beauchemin         | artiste du textile                                                                        |
|       | Mowry Baden                  | sculpteur                                                                                 |
|       | Vera Frenkel                 | artiste multidisciplinaire                                                                |
|       | Peggy Gale                   | conservatrice (prix pour contribution exceptionnelle)                                     |
|       | Kenneth Lochhead             | peintre                                                                                   |
|       | Arnaud Maggs                 | photographie                                                                              |
|       | Peter Wintonick              | arts médiatiques                                                                          |
| 2007  | Fernand Leduc                | artiste peintre                                                                           |
|       | Ian Carr-Harris              | sculpture et installation                                                                 |
|       | Aganetha Dyck                | installation sculpturale et techniques mixtes                                             |
|       | Bruce Elder                  | cinéaste                                                                                  |
|       | Murray Favro                 | arts visuels                                                                              |
|       | Paul Mathieu                 | céramiste (prix Saydie-Bronfman)                                                          |
|       | Daphne Odjig                 | arts visuels                                                                              |
|       | David Silcox                 | (prix pour contribution exceptionnelle)                                                   |
| 2008  | Kenojuak Ashevak             | graveuse, sculptrice                                                                      |
|       | Michel Goulet                | sculpteur                                                                                 |
|       | Tanya Mars                   | arts visuels                                                                              |
|       | Alex Janvier                 | peintre                                                                                   |
|       | Serge Giguère                | cinéaste                                                                                  |
|       | Eric Metcalf                 | artiste en arts visuels                                                                   |
| 2010  | André Forcier                | cinéaste                                                                                  |
|       | Rita Letendre                | artiste peintre                                                                           |
|       | Gabor Szilasi                | photographe                                                                               |
|       | Claude Tousignant            | artiste peintre                                                                           |
| 2012  | Ronald Albert Martin         | artiste peintre                                                                           |
|       | Margaret Dragu               | artiste de performance                                                                    |
|       | Geoffrey James               | photographe                                                                               |
|       | Charles Lewton-Brain         | orfèvre (prix Saydie-Bronfman)                                                            |
|       | Diana Nemiroff               | directrice d'une galerie d'art et conservatrice                                           |
|       | Jan Peacock                  | artiste en arts visuels - vidéo et installation                                           |
|       | Royden Rabinowitch           | sculpteur                                                                                 |
|       | Jana Sterbak                 | arts visuels                                                                              |
| 2013  | Chantal Pontbriand           | arts visuels                                                                              |
| 2016  | Suzy Lake                    | arts visuels                                                                              |
|       | William Bill Vazan           | arts visuels                                                                              |
| 2017  | Michèle Cournoyer            | cinéaste                                                                                  |
|       | Philip Monk                  | conservateur et auteur (Prix pour contribution exceptionnelle)                            |
|       | Shelagh Keeley               | arts visuels                                                                              |
|       | Glenn Lewis                  | arts visuels                                                                              |
|       | Landon Mackenzie             | arts visuels                                                                              |
|       | Shelley Niro                 | arts visuels                                                                              |
|       | Pamela Ritchie               | artiste joaillière (prix Saydie-Bronfman)                                                 |
| 2018  | Spring Hurlbut               | arts visuels                                                                              |
| 2019  | COZIC (collectif d'artistes) | arts visuels                                                                              |
|       | Stephen Andrews              | arts visuels                                                                              |
|       | Susan Edgerley               | artiste du verre                                                                          |
| 2020  | Deanna Bowen                 | artiste interdisciplinaire                                                                |
|       | Dana Claxton                 | artiste                                                                                   |
|       | Ruth Cuthand (en)            | arts visuels                                                                              |
|       | Jorge Lozano Lorza           | réalisateur                                                                               |
|       | Kenneth Robert Lum           | arts visuels                                                                              |
|       | Anna Torma                   | arts visuels (prix Saydie-Bronfman)                                                       |
|       | Zainub Verjee                | administratrice culturelle et défenseure des arts (prix pour contribution exceptionnelle) |
| 2021  | Germaine Arnaktauyok         | arts visuels                                                                              |
|       | Lori Blondeau                | arts visuels                                                                              |
|       | Dempsey Bob                  | sculpteur                                                                                 |
|       | Luc Courchesne               | artiste des médias                                                                        |
| 2022  | Pierre Bourgault             | sculpteur                                                                                 |
|       | Moyra Davey                  | arts visuels                                                                              |
|       | Jocelyn Robert               | artiste interdisciplinaire                                                                |
|       | David Ruben Piqtoukun        | sculpteur                                                                                 |
|       | Monique Régimbald-Zeiber     | arts visuels                                                                              |
| 2023  | Evergon                      | arts visuels                                                                              |
| 2024  | Dominique Blain              | arts visuels                                                                              |
|       | Shuvinai Ashoona             | arts visuels                                                                              |
| 2025  | Kent Monkman                 | arts visuels                                                                              |
|       | Bruce LaBruce                | arts visuels                                                                              |